# Šimon Proxenus
Šimon Proxenus ze Sudetu původně Simon Wirth (lat. Simon Proxenus a Sudetis) (asi 1532 České Budějovice – 7. prosince 1575 Praha) byl český humanistický spisovatel, latinsky píšící básník, univerzitní profesor a právník.

## Život
Narodil se v Českých Budějovicích, kde nějaký čas působil jako městský písař. Studoval v zahraničí, jmenovitě ve Wittenbergu u Filipa Melanchtona. Získal titul mistra svobodných umění a po návratu do Prahy byl přijat mezi mistry pražské univerzity, kde začal působit. Stýkal se s básníky z okruhu Jana z Hodějova. Provázel hraběte Julia Šlika za jeho studií v Nizozemí a ve Francii. Roku 1554 se stal profesorem pražské univerzity.[zdroj?] Za své zásluhy byl roku 1557 povýšen do šlechtického stavu s přídomkem ze Sudetu. Od roku 1567 zastával úřad rady nad apelacemi. Ve službách Rudolfa II. vystupoval jako řečník při volbě polského krále roku 1573, které se účastnil jako člen doprovodu nejvyššího hofmistra Ladislava z Lobkovic. Jeho slibnou kariéru ukončila roku 1575 předčasná smrt. Je pokládán za luterána. Byl ženatý. Dochoval se soupis jeho pozůstalosti.

## Dílo
Je autorem tištěných básní a dvou rukopisů s osobními záznamy.
- Ducum et Regum Bohemiae series ad Carolum quartum descripta carmine. (1556)
- Elegia de excubiis angelicis. (1555)
- Allegoria petrae deserti percussae a Moise, et fundentis largissimos fontes aquarum, tradita ab Apostolo Paulo 1. Corinth: 10. (1554)
- Eidyllion de natali Domini nostri Iesi Christi, ad integerrimum et clarissimum virum, Dominum Conradum Aff, inclytae reipublicae Francfordensis ad Viadrum Senatorem. (1554)